# THIS IS MY BUDOKAN?! 2010.11.28
『THIS IS MY BUDOKAN?!2010.11.28』は、2011年2月16日に発売した、日本のロックバンドONE OK ROCKの2枚目の映像作品（DVD：AZBS-1004）。

## 解説
ONE OK ROCKが2010年6月～12月まで開催した全国ツアー『ONE OK ROCK 2010 "This is my own judgment" TOUR』より、11月28日に開催したONE OK ROCK初の日本武道館公演から19曲分が収録されている。ボーナストラックにはツアーファイナルの沖縄・桜坂セントラル公演から2曲分が収録されている。
また、同日には5thシングル「アンサイズニア」も発売。同時購入特典は、ツアーファイナルの沖縄・桜坂セントラル公演の会場入りから打ち上げまでを捉えた、ドキュメンタリーダイジェストDVD『Tour Final〜Documentary in Okinawa〜』。
今回のライブでは、2ndアルバム『BEAM OF LIGHT』からは一曲も披露されず、そして意外にも「努努 -ゆめゆめ-」や「エトセトラ」なども披露されていない、

## 収録曲
1. Introduction
2. Never Let This Go
3. 夜にしか咲かない満月
4. 皆無
5. Shake it down
6. 未完成交響曲
7. カゲロウ
8. カラス
9. Living Dolls
10. アダルトスーツ
11. 完全感覚Dreamer
12. Wherever you are
13. Yes I am
14. じぶんROCK
15. Liar
16. アンサイズニア
17. 恋ノアイボウ心ノクピド
18. Viva Violent Fellow〜美しきモッシュピット〜
19. 独り言ロンリーナ
20. 内秘心書
21. Nobody's Home  （アンコール）

ボーナストラック
1. Never Let This Go
2. 夜にしか咲かない満月

## "This is my own judgment" TOUR
『"This is my own judgment" TOUR』（ディス イズ マイ オウン ジャッジメント ツアー）は、ONE OK ROCKが2010年6月～12月まで開催した全国ツアー。
11月28日のONE OK ROCK初の日本武道館公演は『THIS IS MY BUDOUKAN?!』、ツアーファイナルの桜坂セントラル公演は『tour final』と銘打って開催された。
11月28日の日本武道館公演と12月11日の桜坂セントラル公演は、映像化してDVD『THIS IS MY BUDOKAN?! 2010.11.28』として発売されたが一部未収録。また、12月11日の桜坂セントラル公演の会場入りから打ち上げまでをとらえた映像が、DVD『THIS IS MY BUDOKAN?! 2010.11.28』と5thシングル「アンサイズニア」との同時購入特典DVD『Tour Final〜Documentary in Okinawa〜』としてリリースされた。
11月28日の日本武道館公演の際、DVD『THIS IS MY BUDOKAN?! 2010.11.28』と5thシングル「アンサイズニア」の発売が発表された。

### 日程
| 公演日         | 都道府県 | 会場                          |
| -------------- | -------- | ----------------------------- |
| 2010年6月27日  | 宮城県   | Zepp Sendai                   |
| 2010年7月2日   | 大阪府   | Zepp Osaka                    |
| 2010年7月3日   | 福岡県   | Zepp Fukuoka                  |
| 2010年7月16日  | 愛知県   | Zepp Nagoya                   |
| 2010年7月22日  | 東京都   | Zepp Tokyo                    |
| 2010年7月23日  | 東京都   | Zepp Tokyo                    |
| 2010年9月27日  | 栃木県   | HEAVEN'S ROCK Utsunomiya VJ-2 |
| 2010年9月28日  | 千葉県   | 柏PALOOZA                     |
| 2010年10月7日  | 滋賀県   | 滋賀U-STONE                   |
| 2010年10月8日  | 徳島県   | 徳島club GRINDHOUSE           |
| 2010年10月10日 | 広島県   | 広島CLUB QUATTRO              |
| 2010年10月16日 | 新潟県   | 新潟LOTS                      |
| 2010年10月17日 | 富山県   | 富山CLUB MAIRO                |
| 2010年10月27日 | 秋田県   | 秋田Club SWINDLE              |
| 2010年10月28日 | 青森県   | 青森Quarter                   |
| 2010年10月30日 | 北海道   | 帯広MEGA STONE                |
| 2010年10月31日 | 北海道   | 札幌PENNY LANE24              |
| 2010年11月9日  | 静岡県   | 浜松 窓枠                     |
| 2010年11月10日 | 岐阜県   | 岐阜club-G                    |
| 2010年11月28日 | 東京都   | 日本武道館                    |
| 2010年12月7日  | 長崎県   | 長崎DRUM Be-7                 |
| 2010年12月8日  | 大分県   | 大分DRUM Be-0                 |
| 2010年12月11日 | 沖縄県   | 桜坂セントラル                |